# Liste der Einträge im National Register of Historic Places im Livingston County (Kentucky)

Lage des Livingston County in Kentucky

Die Liste der Einträge im National Register of Historic Places im Livingston County in Kentucky führt die Bauwerke und historischen Stätten im Livingston County auf, die in das National Register of Historic Places aufgenommen wurden.
| [ 2 ] | Name                                             | Bild                                             | Eintragsdatum        | Lage                                                          | Ort          | Beschreibung |
| ----- | ------------------------------------------------ | ------------------------------------------------ | -------------------- | ------------------------------------------------------------- | ------------ | ------------ |
| 1     | Fort Star                                        | Fort Star                                        | 1998 ID-Nr. 98000938 | Rund 500 m südlich von Smithland 37° 8′ 2″ N, 88° 24′ 5″ W    | Smithland    |              |
| 2     | Gower House                                      | Gower House                                      | 1973 ID-Nr. 73000815 | Water Street 37° 8′ 37″ N, 88° 24′ 17″ W                      | Smithland    |              |
| 3     | Thomas Lawson House                              | Thomas Lawson House                              | 1978 ID-Nr. 78001378 | Wabash Avenue 37° 0′ 14″ N, 88° 14′ 11″ W                     | Grand Rivers |              |
| 4     | Livingston County Courthouse and Clerk's Offices | Livingston County Courthouse and Clerk's Offices | 2011 ID-Nr. 11000794 | 351 Court Street 37° 8′ 22″ N, 88° 24′ 16″ W                  | Smithland    |              |
| 5     | Mantle Rock Archeological District               | Mantle Rock Archeological District               | 2004 ID-Nr. 04001253 | KY 133 37° 21′ 10″ N, 88° 25′ 41″ W                           | Smithland    |              |
| 6     | Masonic Hall-Federal Commissary Building         | Masonic Hall-Federal Commissary Building         | 1998 ID-Nr. 98000939 | Main Street Ecke Charlotte Street 37° 8′ 25″ N, 88° 24′ 24″ W | Smithland    |              |
| 7     | Richard Olive House                              | Richard Olive House                              | 1982 ID-Nr. 82002732 | Court Street 37° 8′ 22″ N, 88° 24′ 14″ W                      | Smithland    |              |